# Armin van Buuren
Armin van Buuren (* 25. prosince 1976, Leiden, Nizozemsko) je producent a DJ tvořící a hrající trance.

## Biografie
Armin začal pracovat jako DJ v místním nočním klubu Nexus poté, co dokončil studium na střední škole v roce 1995 a začal studovat právo na univerzitě. V té době si přestěhoval své domácí studio do „pravého“ studia. Jedny z prvních skladeb, které ve svém novém studiu vytvořil, byly mj. Touch Me a Communication.
Armin má svou vlastní radio show A State of Trance, kterou provozuje už od roku 2001. Tuto radio show můžete poslouchat každý čtvrtek od 20:00 na DI.fm (internetové rádio). V květnu 2007 oslavil Armin 300. vydání A State of Trance. A v dubnu 2009 oslavil 400. vydání. O rok později, tedy v dubnu 2010, navštěvuje se svojí A State of Trance 450 New York, Toronto, Bratislavu a Wroclaw. Další rok (19. března až 16. dubna) se konala ještě větší oslava 500. ASOTu v pěti různých městech po celém světě - Den Bosch, Miami, Sydney, Cape Town a Buenos Aires. V roce 2012 byla podobná akce tentokrát v šesti městech - Den Bosch, Moskva, Kiev, Londýn, Los Angeles a Miami k významnému vydání ASOT 550. Podle internetového magazínu DJ Mag, který každý rok vyhlašuje sto nejlepších DJ-ů, získal první místo v roce 2007, 2008, 2009, 2010 a 2012. S pěti prvenstvími je nejúspěšnějším DJ-em.

## Producent
Armin měl vždy vlastní studio, kde pracoval téměř sám. Od roku 1995 vydal Armin mnoho skladeb pod různými nahrávacími společnostmi, pokaždé s větším a větším úspěchem u posluchačů. Jeho první velmi úspěšnou nahrávkou bylo Blue Fear u nahrávací společnosti Cyber Records. Následovala nahrávka Communication.
Na počátku roku 1999 Armin založil nahrávací společnost Armind společně s United Recordings. První nahrávka vyšla pod aliasem Gig a měla název One, následovala nahrávka Touch Me.
Poté Armin vydával pod aliasem Gimmick, nahrávka se jmenovala Free. Následoval další alias a nahrávka, a to Gaia - 4 Elements. Armin se pustil do spolupráce s producentem Tiësto. Vytvořili dva projekty: Major League - Wonde Where You Are? a Alibi - Eternity. Následovně Armin spolupracoval s Ferry Corstenem a vytvořili spolu nahrávku Exhale.
V roce 2000 Armin začal pracovat na vlastním aliasu AVB. Díky dokonalému skloubení stylů progressive, techno a trance vytvořil kompilaci AVB001 - A State of Trance (poznámka: nejde o zmiňovanou radio show), které se prodalo přes 10.000 kopií. Následovala kompilace AVB002 - Basic Instinct, AVB003 - In Motion a AVB004 - Transparance.

## A State Of Trance - Radio Show
V březnu 2001 Armin začal pracovat na radio show na ID&T Radio. Jde o každotýdenní dvouhodinovou show s názvem A State of Trance, kde hraje nejnovější hudební nahrávky ve stylu trance. Když v roce 2004 ID&T Radio změnilo hudební styl, Armin tuto stanici opustil a A State of Trance si vzal s sebou, a to na nizozemské rádio Fresh FM. V současnosti je tato radio show vysílána na rádiích SLAM!FM, DI.FM, XM Satellite Radio Channel 82 atd. Úplný seznam vysílajících radio stanic můžete nalézt pod odkazem ASOT na oficiálních Arminových webových stránkách.

## Přezdívky
Amsterdance, Armania, Darkstar, E=mc², Electrix, El Guitaro, Gaia, Gimmick, Hyperdrive Inc., Major League, Misteri A, Perpetuous Dreamer, Problem Boy, Rising Star, The Shoeshine Factory

## DJ
Armin začal svou kariéru jako DJ v klubu Nexus v Leidenu, kde hrál pravidelně 6 až 7 hodin v kuse. Během školních prázdnin hrál i více než 4krát týdně. V roce 1999 se seznámil s Dave Lewisem, který ho jako DJe představil i v Anglii a USA.
11. listopadu 2006 Armin již podruhé vystoupil se svou show Armin Only (první show proběhla 12. listopadu 2005, kde bylo více než 11 000 fanoušků, kteří si užili devítihodinový set) v Ahoy Rotterdam.

## Diskografie

### Studiová Alba
- 2003 76
- 2005 Shivers
- 2008 Imagine
- 2010 Mirage
- 2013 Intense
- 2015 Embrace
- 2019 Balance
- 2023 Feel Again
- 2024 Breathe In

### Kompilační Alba
- 2006 10 Years The Amthems Colection